# Fältprost
Fältprost är en fältpräst som tillhör den militära själavårdens ledningspersonal. 

## Sverige
Innehavaren av befattningen som fältprost leder den militära själavården vid försvarsmakten. Tjänsten som fältprost är en anställning i försvarsmakten där Svenska kyrkan svarar för 3/4 av lönen och försvarsmakten 1/4. Tjänsten tillsätts efter samråd mellan försvarsmakten och kyrkostyrelsen. Fältprosten lyder direkt under försvarsmaktens personaldirektör. Nivåmässigt motsvarar en fältprosttjänst en domprosttjänst. Nuvarande fältprost är Jenny Ahlén.

## Historiskt
I Sverige hette Fältprostens föregångare, tex under 1700-talet, Fältpräst eller Pastor.